# Saint-Chartier
Saint-Chartier is een gemeente in het Franse departement Indre (regio Centre-Val de Loire) en telt 540 inwoners (1999). De plaats maakt deel uit van het arrondissement La Châtre.

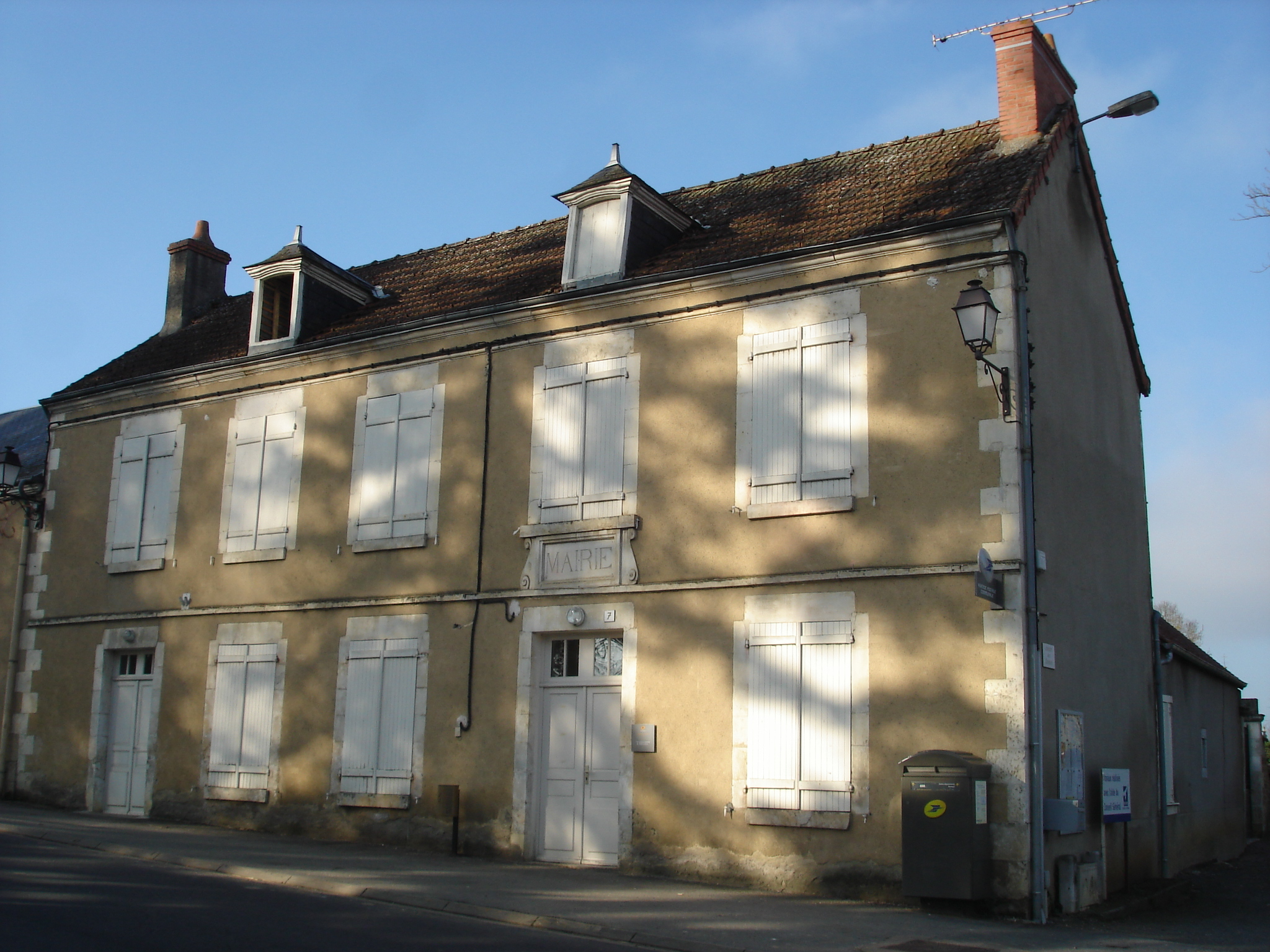
Gemeentehuis
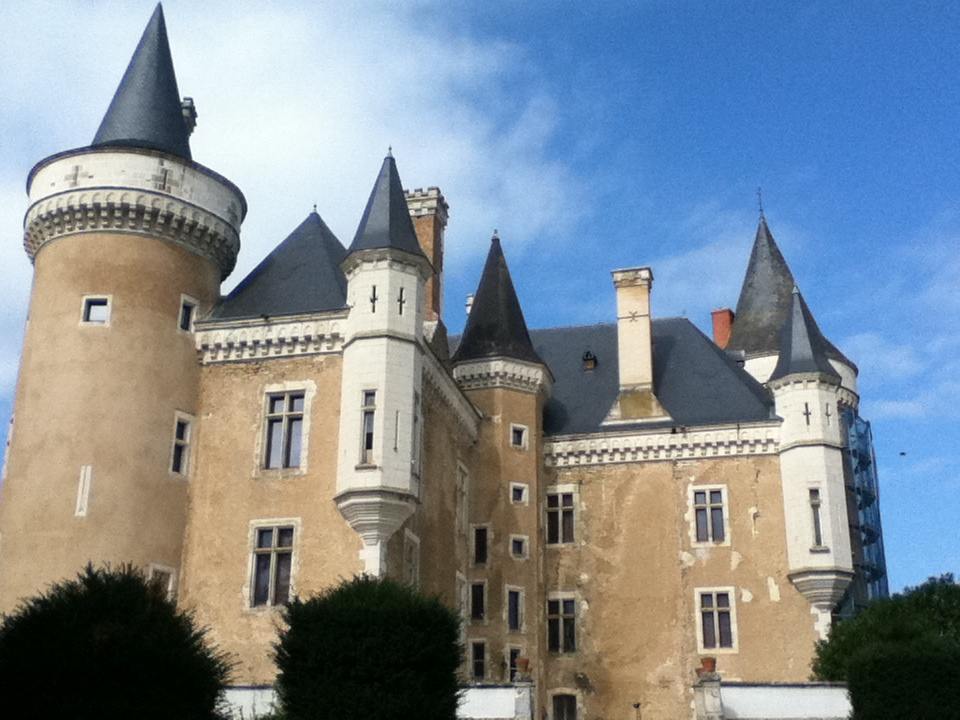
Kasteel van Saint-Chartier
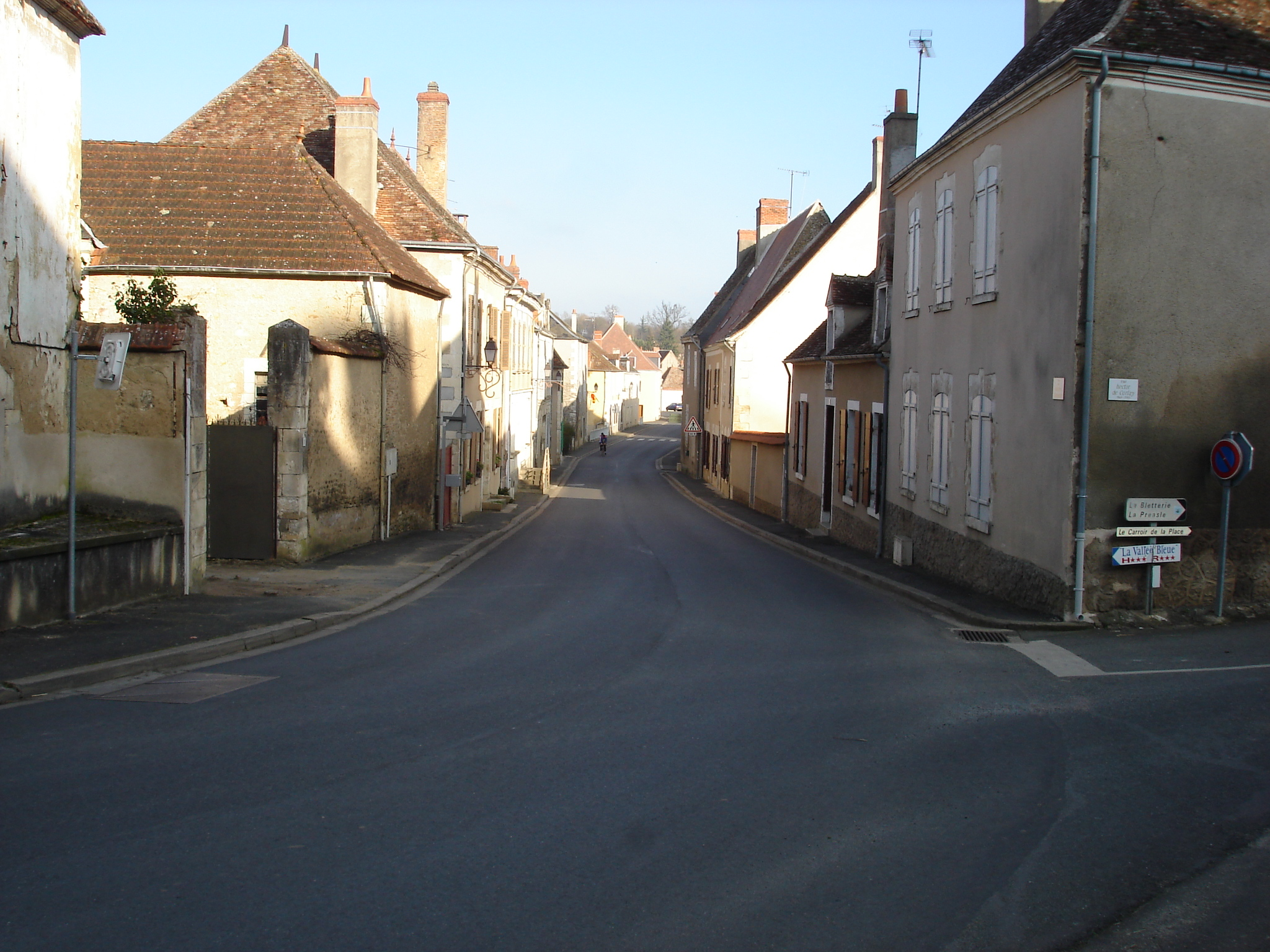
Hoofdstraat
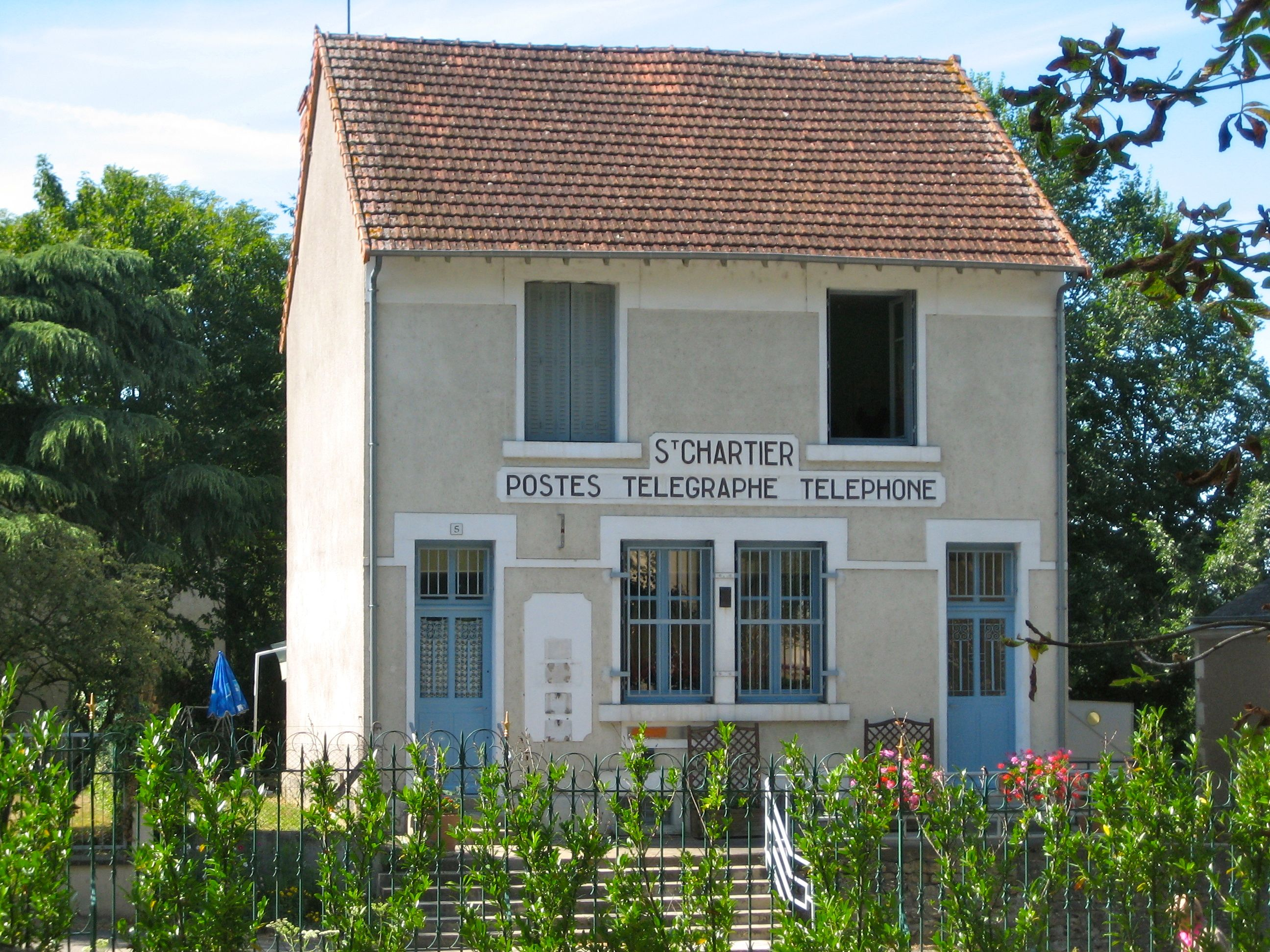
Postkantoor
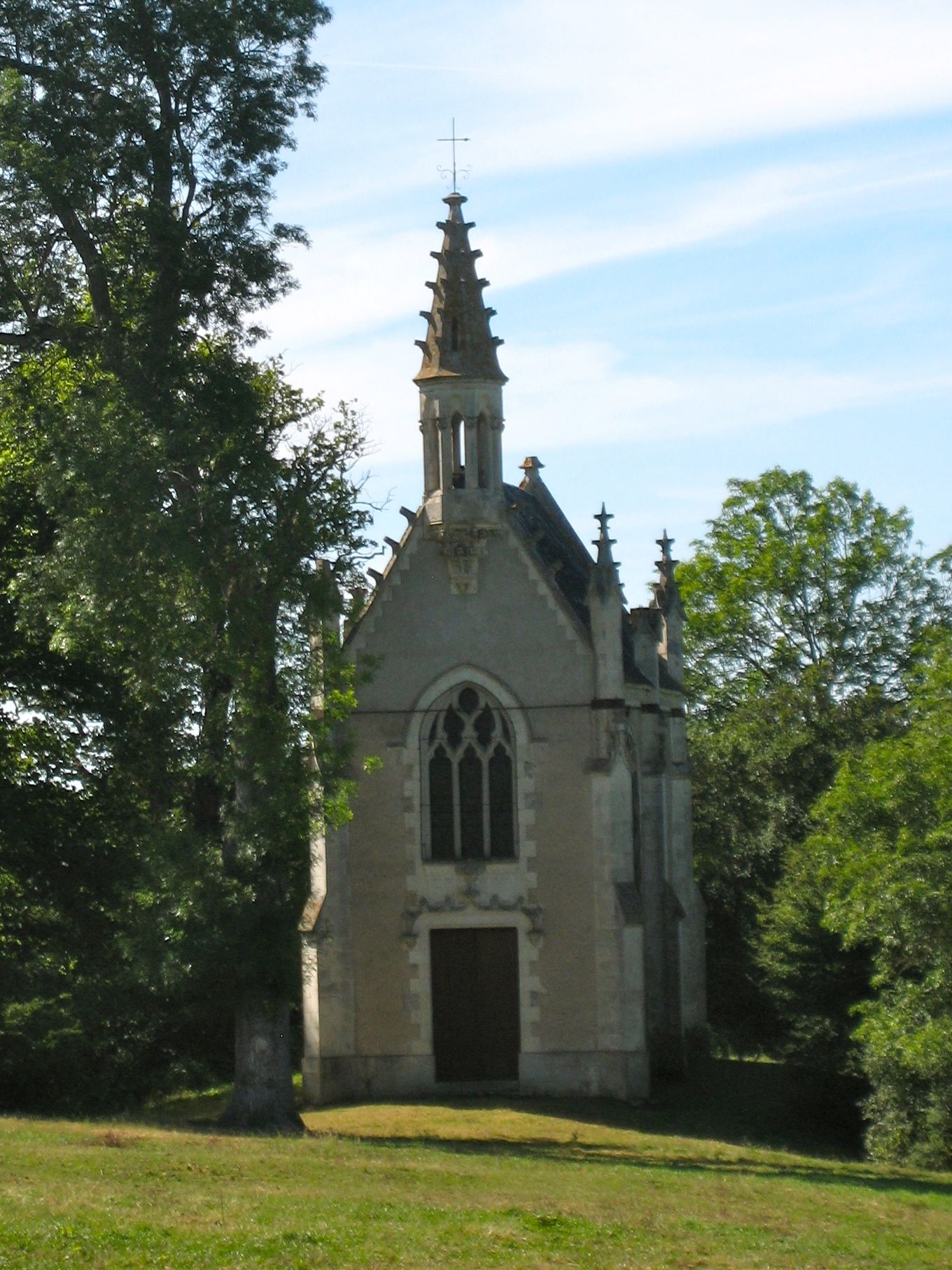
Chapelle Barbault
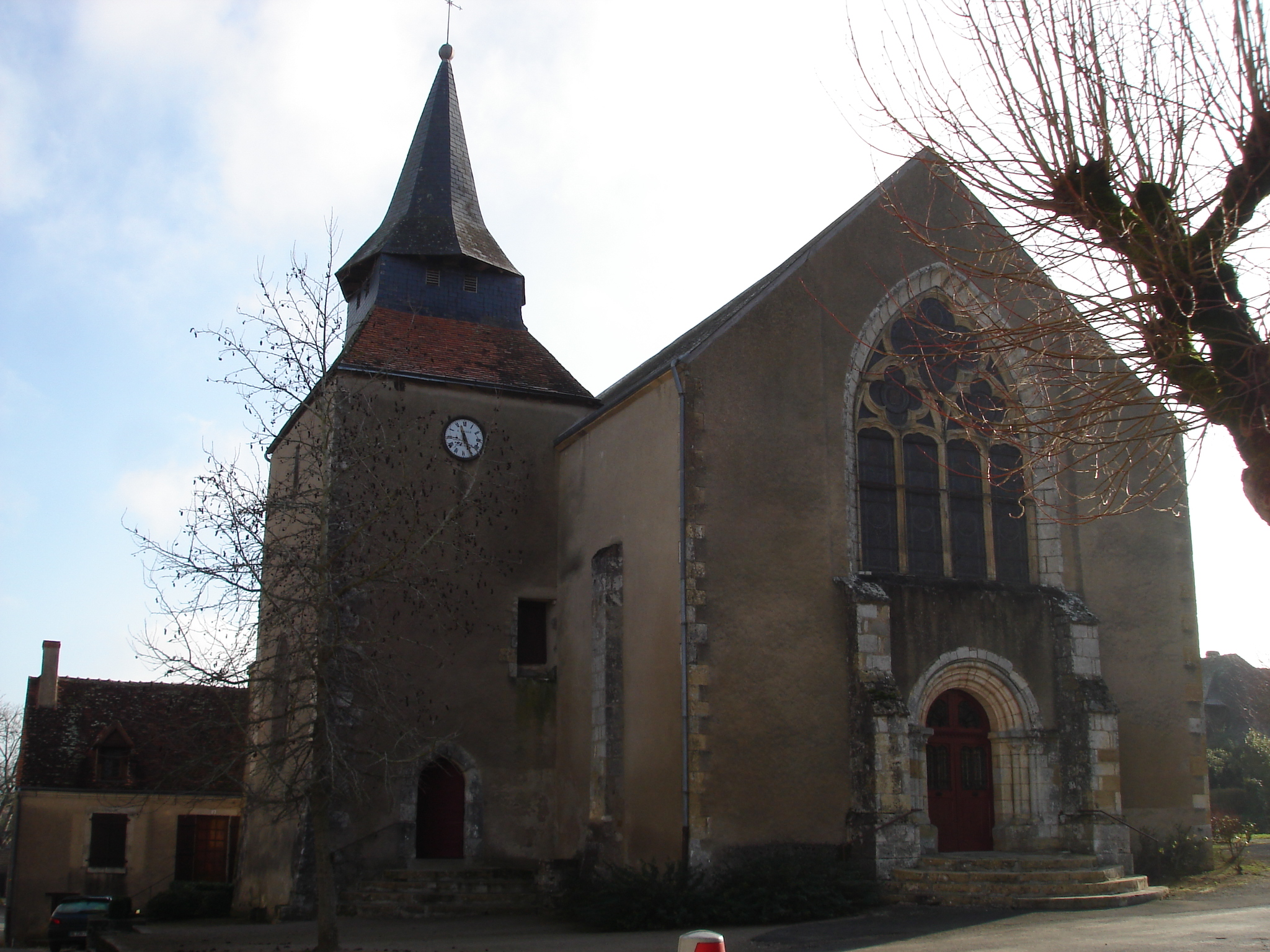
Kerk van Saint-Chartier

## Geografie
De oppervlakte van Saint-Chartier bedraagt 27,4 km², de bevolkingsdichtheid is 19,7 inwoners per km².
Tot 2008 vond er elk jaar een groot dans en muziek festival plaats. Nu is dit festival verhuisd naar La Châtre in het Château d' Ars
De onderstaande kaart toont de ligging van Saint-Chartier met de belangrijkste infrastructuur en aangrenzende gemeenten.

## Demografie
Onderstaande figuur toont het verloop van het inwonertal (bron: INSEE-tellingen).